# Dak Prescott
Rayne Dakota Prescott (Sulphur, Luisiana, Estados Unidos, 29 de julio de 1993), más conocido como Dak Prescott, es un jugador profesional de fútbol americano. Juega en la posición de quarterback. Milita en los Dallas Cowboys de la National Football League (NFL).

## Carrera

### Universidad
Prescott asistió a la Universidad Estatal de Misisipi. En su año sénior, completo 159 de 258 pases para 2,860 yardas y 39 touchdowns. También corrió para 951 yardas en 90 intentos con 17 touchdowns, asimismo Prescott fue uno de los mejores quarterbacks de la temporada.

#### Estadísticas
| Año   | Equipo            | Partidos | Partidos | Partidos | Pase | Pase  | Pase | Pase  | Pase | Pase | Pase | Pase  | Carrera | Carrera | Carrera | Carrera |
| Año   | Equipo            | PJ       | PT       | Récord   | Comp | Att   | Pct  | Yds   | Avg  | TD   | Int  | Rate  | Att     | Yds     | Avg     | TD      |
| ----- | ----------------- | -------- | -------- | -------- | ---- | ----- | ---- | ----- | ---- | ---- | ---- | ----- | ------- | ------- | ------- | ------- |
| 2012  | Mississippi State | 12       |          |          | 18   | 29    | 62.1 | 194   | 6.7  | 4    | 0    | 163.8 | 32      | 118     | 3.7     | 4       |
| 2013  | Mississippi State | 11       |          |          | 156  | 267   | 58.4 | 1,940 | 7.3  | 10   | 7    | 126.6 | 134     | 829     | 6.2     | 13      |
| 2014  | Mississippi State | 13       |          |          | 244  | 396   | 61.6 | 3,449 | 8.7  | 27   | 11   | 151.7 | 210     | 986     | 4.7     | 14      |
| 2015  | Mississippi State | 13       |          |          | 316  | 477   | 66.2 | 3,793 | 8.0  | 29   | 5    | 151.0 | 160     | 588     | 3.7     | 10      |
| Total | Total             | 49       |          |          | 734  | 1,169 | 62.8 | 9,376 | 8.0  | 70   | 22   | 146.0 | 536     | 2,521   | 4.0     | 41      |

### NFL

#### Dallas Cowboys

##### 2016
Prescott fue seleccionado por los Dallas Cowboys en la cuarta ronda (puesto 135) del draft de 2016. Originalmente, los Cowboys pretendían escoger a Paxton Lynch y Connor Cook, que acabaron yéndose a Denver y Oakland, respectivamente.
El 16 de octubre de 2016, Prescott superó el récord establecido por Tom Brady (162 pases), en más intentos de pases lanzados sin ninguna intercepción, con 176.
Ha llevado a los Cowboys a su decimoprimera victoria consecutiva en la temporada 2016, lo que significa un nuevo récord histórico en la franquicia.

##### 2020
El 11 de octubre del 2020, en el juego contra los New York Giants, Prescott tuvo una fractura en su pie derecho, mientras buscaba un primero y diez, cerca de los siete minutos del tercer período, esto lo dejará fuera el resto de la temporada.

##### 2021
El 9 de marzo de 2021 los Cowboys colocaron de nuevo el franchise tag exclusivo en Prescott. Al día siguiente, Prescott firmó una extensión por cuatro años y 160 millones de dólares.
2024
En 2024 se anunció que los Cowboys renovarán a Prescott con un contrato por cuatro años más y 240 millones de dólares.

## Vida personal
En noviembre de 2023 se hizo público que iba a ser padre con Sarah Jane Ramos. Su hija nació en marzo de 2024.

## Estadísticas

### Temporada regular
| Año   | Equipo | Partidos | Partidos | Partidos | Pase  | Pase  | Pase | Pase   | Pase | Pase | Pase | Pase  | Carrera | Carrera | Carrera | Carrera |
| Año   | Equipo | PJ       | PT       | Récord   | Comp  | Att   | Pct  | Yds    | Avg  | TD   | Int  | Rate  | Att     | Yds     | Avg     | TD      |
| ----- | ------ | -------- | -------- | -------- | ----- | ----- | ---- | ------ | ---- | ---- | ---- | ----- | ------- | ------- | ------- | ------- |
| 2016  | DAL    | 16       | 16       | 13−3     | 311   | 459   | 67.8 | 3,667  | 8.0  | 23   | 4    | 104.9 | 57      | 282     | 4.9     | 6       |
| 2017  | DAL    | 16       | 16       | 9−7      | 308   | 490   | 62.9 | 3,324  | 6.8  | 22   | 13   | 86.6  | 57      | 357     | 6.3     | 6       |
| 2018  | DAL    | 16       | 16       | 10−6     | 356   | 526   | 67.7 | 3,885  | 7.4  | 22   | 8    | 96.9  | 75      | 305     | 4.1     | 6       |
| 2019  | DAL    | 16       | 16       | 8−8      | 388   | 596   | 65.1 | 4,902  | 8.2  | 30   | 11   | 99.7  | 52      | 277     | 5.3     | 3       |
| 2020  | DAL    | 5        | 5        | 2−3      | 151   | 222   | 68.0 | 1,856  | 8.4  | 9    | 4    | 99.6  | 18      | 93      | 5.2     | 3       |
| 2021  | DAL    | 16       | 16       | 11−5     | 410   | 596   | 68.8 | 4,449  | 7.5  | 37   | 10   | 104.2 | 48      | 146     | 3.0     | 1       |
| Total | Total  | 85       | 85       | 53−32    | 1,924 | 2,889 | 66.6 | 22,083 | 7.6  | 143  | 50   | 98.7  | 307     | 1,460   | 4.8     | 25      |

### Playoffs
| Año   | Equipo | Partidos | Partidos | Partidos | Pase | Pase | Pase | Pase  | Pase | Pase | Pase | Pase  | Carrera | Carrera | Carrera | Carrera |
| Año   | Equipo | PJ       | PT       | Récord   | Comp | Att  | Pct  | Yds   | Avg  | TD   | Int  | Rate  | Att     | Yds     | Avg     | TD      |
| ----- | ------ | -------- | -------- | -------- | ---- | ---- | ---- | ----- | ---- | ---- | ---- | ----- | ------- | ------- | ------- | ------- |
| 2016  | DAL    | 1        | 1        | 0−1      | 24   | 38   | 63.2 | 302   | 7.9  | 3    | 1    | 103.2 | 2       | 13      | 6.5     | 0       |
| 2018  | DAL    | 2        | 2        | 1−1      | 42   | 65   | 64.6 | 492   | 7.6  | 2    | 1    | 91.3  | 8       | 32      | 4.0     | 2       |
| 2021  | DAL    | 1        | 1        | 0−1      | 23   | 43   | 53.5 | 254   | 5.9  | 1    | 1    | 69.3  | 4       | 27      | 6.8     | 1       |
| Total | Total  | 4        | 4        | 1−3      | 89   | 146  | 61.0 | 1,048 | 7.2  | 6    | 3    | 87.9  | 14      | 72      | 5.1     | 3       |

## Récords

### NFL
- Quarterback que más intentos de pases ha lanzado hasta su primera intercepción: 176 pases[4] Tiene 37 pases de anotación en una sola temporada superando a Tony Romo y a Troy Aikman